# Serge Bousquet-Cassagne
Serge Bousquet-Cassagne est un syndicaliste agricole à la tête de la Coordination rurale du Lot-et-Garonne. Il est aussi le président de la chambre d’agriculture du Lot-et-Garonne depuis 2013.

## Biographie
Serge Bousquet-Cassagne est un ancien joueur de rugby. Agriculteur, il cofonde la coordination rurale 47. Il produit des pruneaux et du maïs dans son exploitation d'une centaine d'hectares, située près de Fumel,. D'après le média Reporterre, sa « violence verbale mais aussi physique » lui a valu le surnom de « Bousquet-Castagne ».
En 2001, la Coordination rurale 47 devient le syndicat agricole majoritaire du département. Il devient vice-président de la chambre d'agriculture jusqu'en 2013, puis est élu président en 2013, et réélu en 2019.
En 2022, il est condamné en appel à dix mois de prison avec sursis pour la construction illégale du lac de Caussade,. Il n'est pas condamné à vider ce lac.
En 2024, la cour des comptes étrille sa gestion financière de la chambre d'agriculture du 47, en raison d'un manque d'éthique et de contrôles en interne.

## Actions
Au début des années 2000, après la mort d'un automobiliste adhérent de la CR47 par collision avec un platane, il entreprend avec les membres du syndicat un abattage des platanes qui bordent la route départementale. En 2001, il occupe la préfecture d'Agen pour demander la venue en France d'ouvriers agricoles polonais et marocains « qui ont faim et qui ont envie de travailler », qualifiant les chômeurs français du département de « bras cassés »,.
En 2004, il soutient un agriculteur qui a abattu deux inspecteurs du travail pendant une inspection des conditions de travail de saisonniers migrants.
En représailles à la participation de la secrétaire nationale d'Europe Écologie-Les Verts, Marine Tondelier à la manifestation contre les mégabassines de Sainte-Soline, il lui interdit de pénétrer sur le département de Lot-et-Garonne. Le 29 mars 2023, il la menace via un appel téléphonique, en lui disant « Ma poule tu t’es encore échappée. Je vais t’attraper et te plumer… ». Cette dernière pénètre tout de même sur le département 47, sans passer par la gare de Marmande.
Il se fait connaître pendant le mouvement des agriculteurs de 2024 en France, en s'opposant à l'État et en déclarant de façon régulière que les normes et les contraintes environnementales nuisent au métier d'agriculteur.
Le 23 janvier, il menace le gouvernement d'actions « plus clivantes », puis le 26 janvier 2024, il menace de bloquer la ville de Paris avec des tracteurs. Après deux jours de route avec les agriculteurs de la CR47, il est un des membres de la Coordination Rurale du 47 à arriver au marché de Rungis, à pied avec Karine Duc (oc), coprésidente de la CR47 et Éric Chassagne, président de la CR de la Dordogne. Après l'intrusion des manifestants dans une zone de stockage annexe du marché, il est placé en garde à vue par la police nationale.
Le 13 juin 2024, lors d'une assemblée de la Coordination Rurale, il appelle à mettre le « Code du travail à la poubelle » durant la campagne des élections agricoles.

## Opinions
Il soutient la suppression du RSA, des allocations chômage et du SMIC pour « remettre les Français au travail ».
Il s'oppose à toute contrainte liée à la question environnementale.
Il milite pour un assouplissement de la politique migratoire française. En 2001, la Coordination rurale du Lot-et-Garonne a occupé la préfecture avec pour slogan : « On veut des Polonais et des Marocains ! » Il s'agissait alors de faire pression sur l'administration qui refusait de délivrer les autorisations pour les contrats OMI  (Office des migrations internationales) en raison du chômage dans le département.
Il soutient aussi les dispositifs de retenue de substitution (ou mégabassines), participe à la création du lac de Caussade et soutient celle du lac de Sivens en faveur de laquelle il envoie des membres de la Coordination Rurale du 47 affronter les zadistes,.
En 2023, il affirme être politiquement de droite, mais récuse avoir une affinité avec le Front national. D'après Le Monde, il a tenté, sans succès, d'obtenir une place sur la liste du Rassemblement national pour les élections européennes de 2024. Le 11 juillet 2024, il annonce sa déception que le Rassemblement national ne soit pas arrivé au pouvoir.

## Famille
Le fils de Serge Bousquet-Cassagne, Étienne Bousquet-Cassagne, est élu d’opposition FN, puis RN, à la mairie de Villeneuve-sur-Lot jusqu'en 2020. Entre sa première candidature aux élections cantonales de 2011 à Tonneins et son échec aux élections municipales de Villeneuve-sur-Lot en 2020, Étienne Bousquet-Cassagne s'est présenté à plusieurs élections locales en Gascogne. Ainsi, il est pour Sud Ouest une « figure de l’extrême droite lot-et-garonnaise pendant plus de dix ans, jusqu’à ce qu’il se retire définitivement de la politique, et du département dans la foulée, en septembre 2020 », après un premier retrait temporaire de la vie politique en 2017, à la suite des élections législatives, après lesquelles il avait démissionné de son poste de secrétaire départemental.
En juillet 2024, Étienne Bousquet-Cassagne fait son coming out dans les médias en même temps que son compagnon, Ralf Schumacher. À cette date, Étienne Bousquet-Cassagne vit entre Saint-Tropez, l’Afrique du Sud, l’Allemagne et l’Autriche, où il collabore aux activités professionnelles de son concubin dans le vin, les cosmétiques et l'hôtellerie.